# ヨーク管区

イングランド教会は北のヨーク管区と南のカンタベリー管区からなる

ヨーク管区（ヨークかんく、英語: Province of York）は、非正式には北部管区とも呼ばれ、イングランド教会を構成する2つの教会管区の1つであり、イングランドの北3分の1とマン島をカバーし、12の教区（ヨーク教区、ダラム教区など）で構成されている。
ヨークは西暦735年に大司教区（当時はカトリック）に昇格した。エグバート (ヨーク)が最初の大司教であった。かつて、ヨークの大司教はスコットランドに対する府主教の権威を主張したが、この主張は実現せず、セント・アンドリュース大司教区（Archdiocese of St Andrews）が設立されたときに停止した。
ヨーク管区の大主教はヨーク大主教 (イングランド教会の大主教2人のうち、カンタベリー大主教の次席) で、ヨーク・ミンスターがヨーク管区の母教会としての役割を果たしている。

## 参照項目
- カンタベリー管区
- ヨーク管区の教区一覧（List of Anglican dioceses in the United Kingdom and Ireland）